# Edmundo Desnoes
Juan Edmundo Pérez Desnoes (* 2. Oktober 1930 in Havanna, Kuba; † 6. Dezember 2023 in New York, USA) war ein kubanischer Schriftsteller und Intellektueller.
Desnoes schrieb im Jahre 1965 den Roman „Erinnerungen an die Unterentwicklung“ (span. Memorias del Subdesarrollo), die komplexe Geschichte über die Entfremdung eines kubanischen Bürgers und dessen Wahrnehmungsprozess der kubanischen Revolution. Der Ich-Erzähler Sergio bleibt nach dem Sieg der Revolutionäre um Fidel Castro freiwillig in Havanna, obwohl das Möbelgeschäft seiner Familie enteignet wurde, seine Eltern und seine Ehefrau nach  New York ins Exil gehen und er als bürgerlicher Unternehmer eigentlich keinen Platz in der neuen Gesellschaft hat. Die englischsprachige Ausgabe erschien 1967 unter dem Titel Inconsolable Memories („Untröstliche Erinnerungen“). Im Jahre 1968 wurde der Roman von dem Regisseur Tomás Gutiérrez Alea verfilmt. Desnoes bezeichnete diesen Film als großartiges Beispiel einer Überführung des Schriftlichen ins Visuelle. Im Jahre 2009 schuf der Regisseur Miguel Coyula eine weitere Verfilmung namens Memorias del Desarrollo. Das Buch wurde 2008 vom Suhrkamp Verlag auf Deutsch herausgegeben, nachdem bereits 1969 Hans Magnus Enzensberger ein Fragment des Romans im Kursbuch (Nr. 18) veröffentlicht hatte.
In den 1960er und 70er Jahren schrieb Desnoes als Kunstkritiker zahlreiche Aufsätze. Außerdem war er Professor für Kulturgeschichte an der Escuela de Diseño Industrial und Berater für das kubanische Kulturministerium. Ab 1979 lebte er in New York, wo er im Dezember 2023 starb.

## Veröffentlichungen
Romane
- Memorias del subdesarrollo, 1965
  - deutsch: Erinnerungen an die Unterentwicklung, Suhrkamp, 2008. Übersetzt von Gisbert Haefs. ISBN 978-3-518-22435-9.
- El cataclismo, 1965

Aufsätze
- Lam: azul y negro, 1963
- Para verte mejor, américa latina, 1972, libro de fotografías de Paolo Gasparini con textos de Edmundo Desnoes

Als Herausgeber
- Los dispositivos en la flor : Cuba, literatura desde la revolución, 1981

In Anthologien
- Cuentos de la revolución cubana, 1970, (Ambrosio Fornet, ed.)